# (1044) Тевтония
(1044) Тевтония (лат. Teutonia) — сравнительно небольшой астероид главного пояса, который принадлежит к семейству Весты. Он был открыт 10 мая 1924 года немецким астрономом Карлом Райнмутом в обсерватории Хайдельберг и назван в честь Тевтонов, древнегерманского племени. 

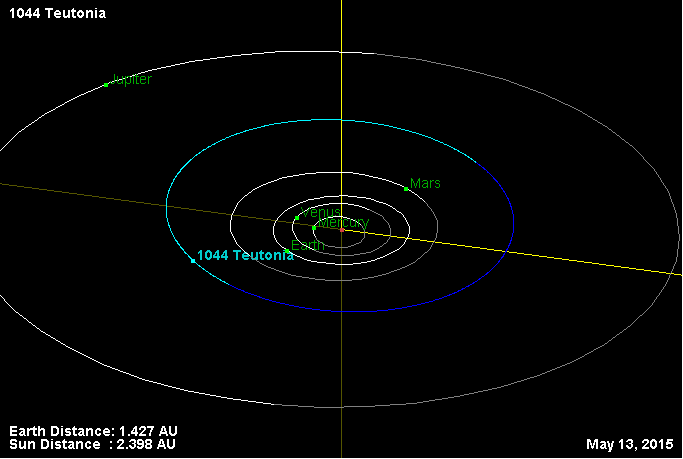
Орбита астероида Тевтония и его положение в Солнечной системе

Фотометрические наблюдения, проведённые в 2007 году, позволили получить кривые блеска этого тела, из которых следовало, что период вращения астероида вокруг своей оси равняется 2,84 ± 0,04 часам, с изменением блеска по мере вращения 0,2 ± 0,03 m.